# Hitomi Ueda
Hitomi Ueda (上田瞳 Ueda Hitomi?, 29 de julio) es una actriz de voz japonesa afiliada a Aoni Production.

## Biografía
Ueda nació en la Prefectura de Kioto. Estudio en la escuela de doblaje Aonijuku de Osaka. Se graduó de la Facultad de Estudios Políticos de la Universidad Doshisha y fue miembro del club náutico mientras asistía a la escuela.
Cuando estaba en el segundo año de la escuela secundaria, escuchó una narración de Kazuya Nakai y se dio cuenta de la amplia gama de trabajos que realizan los actores de doblaje, y desarrolló la aspiración de convertirse en actriz de doblaje.
Su primer trabajo después de ser contratada por Aoni Production fue el papel de Aki Hiyami en el anime World Trigger.

## Filmografía
Los papeles principales están en negrita

### Anime

#### Series de televisión
| Año  | Título | Rol                   | Refs.  |
| ---- | --- | --------------------- | ------ |
| 2014 | World Trigger | Aki Hiyami            | [ 4 ]  |
| 2018 | Mameneko | Daizu                 | [ 6 ]  |
| 2018 | Uma Musume: Pretty Derby | Gold Ship             | [ 7 ]  |
| 2020 | Umayon | Gold Ship             | [ 8 ]  |
| 2020 | Hanyō no Yashahime: Sengoku Otogizōshi                                                                                             | Gyokuto               | [ 9 ]  |
| 2020 | Senyoku no Sigrdrifa | Leyli Haltija         | [ 10 ] |
| 2020 | Tonikaku Kawaii | Hakase Inukai         | [ 11 ] |
| 2021 | Uma Musume: Pretty Derby Season 2                                                                                                  | Gold Ship             | [ 12 ] |
| 2021 | Hanyō no Yashahime: Sengoku Otogizōshi - Ni no Shō                                                                                 | Gyokuto               | [ 13 ] |
| 2021 | World Trigger 3rd Season | Aki Hiyami            |        |
| 2022 | Kaijin Kaihatsubu no Kuroitsu-san                                                                                                  | Mei Sasaki            | [ 14 ] |
| 2022 | Sabikui Bisco | Kōsuke                | [ 15 ] |
| 2022 | Deaimon | Miyu                  | [ 16 ] |
| 2022 | Kami Kuzu☆Idol | Kasenjiki; Tamaki     | [ 17 ] |
| 2022 | Shadows House 2nd Season | Lydia / Liddy         | [ 18 ] |
| 2022 | Fūto Tantei | Koyomi Zaizen         | [ 19 ] |
| 2022 | Chainsaw Man | Michiko Tendō         | [ 20 ] |
| 2023 | Ningen Fushin no Bōkensha-tachi ga Sekai o Sukū Yō Desu                                                                            | Jun                   | [ 21 ] |
| 2023 | Eiyū-Ō, Bu o Kiwameru Tame Tensei-Su: Soshikite, no Minarai Kishi                                                                  | Irina Bilford         | [ 22 ] |
| 2023 | AI no Idenshi | Abe                   | [ 23 ] |
| 2023 | Ojō to Banken-kun | Andō                  | [ 24 ] |
| 2023 | Uma Musume: Pretty Derby Season 3                                                                                                  | Gold Ship             | [ 25 ] |
| 2024 | Kekkon Yubiwa Monogatari | Granart Needakitta    | [ 26 ] |
| 2024 | Chiyu Mahō no Machigatta Tsukai-kata                                                                                               | Amila Vergrett        | [ 27 ] |
| 2024 | Loop 7-kaime no Akuyaku Reijō wa, Moto Tekikoku de Jiyū Kimama na Hanayome Seikatsu wo Mankitsu Suru                               | Maya                  | [ 28 ] |
| 2024 | Bōkyaku Battery | Hermana mayor de Tōdō | [ 29 ] |
| 2024 | Shy 2nd Season | Utsuro                | [ 30 ] |
| 2024 | Shinmai Ossan Bōkensha, Saikyō Party ni Shinu Hodo Kitaerarete Muteki ni Naru                                                      | Rei Lucas             | [ 31 ] |
| 2024 | Hazure Waku no "Jōtai Ijō Sukiru" de Saikyō ni Natta Ore ga Subete wo Jūrin Suru made                                              | Eve Speed             | [ 32 ] |
| 2024 | Mayonaka Punch | Tokage                | [ 33 ] |
| 2024 | Raise wa Tanin ga Ī | Yoshino Somei         | [ 34 ] |
| 2025 | S Rank Monster no “Behemoth” dakedo, Neko to Machigawarete Elf Musume no Pet Toshite Kurashitemasu                                 | Stella                | [ 35 ] |
| 2025 | Kusuriya no Hitorigoto 2nd Season                                                                                                  | Kokū                  | [ 36 ] |
| 2025 | Übel Blatt | Altea                 | [ 37 ] |
| 2025 | Katainaka no Ossan, Kensei ni Naru: Tada no Inaka no Kenjutsu Shihan Datta noni, Taisei Shita Deshitachi ga Ore o Hōttekurenai Ken | Surena Lysandra       | [ 38 ] |
| 2025 | Kizetsu Yūsha to Ansatsu Hime | Anemone               | [ 39 ] |
| TBA  | Kekkon Yubiwa Monogatari 2nd Season                                                                                                | Granart Needakitta    | [ 40 ] |

#### ONAs
| Año  | Título                       | Rol           | Refs.  |
| ---- | ---------------------------- | ------------- | ------ |
| 2022 | Umayuru                      | Gold Ship     | [ 41 ] |
| 2023 | Tonikaku Kawaii Joshi Kō-hen | Hakase Inukai | [ 42 ] |
| 2024 | Mayonaka Punch Short Anime   | Tokage        |        |
| 2025 | Umayuru: Pretty Gray         | Gold Ship     |        |

### Videojuegos
| Año  | Título                                | Rol               | Refs.  |
| ---- | ------------------------------------- | ----------------- | ------ |
| 2017 | Uma Musume Pretty Derby               | Gold Ship         | [ 43 ] |
| 2018 | Fist of the North Star: Lost Paradise | Ruka              | [ 2 ]  |
| 2018 | Robot Girls Z Online                  | Death Cross V9    | [ 2 ]  |
| 2022 | Goddess of Victory: Nikke             | Brid/iDoll FLower | [ 2 ]  |
| 2023 | 404 Game Re:set                       | Columns           | [ 44 ] |
| 2025 | Wuthering Waves                       | Zani              | [ 2 ]  |
| 2025 | Dynasty Warriors: Origins             | Diao Chan         | [ 2 ]  |